# Земля сыновей (фильм)
«Земля сыновей» (итал. La terra dei figli) — итальянский фильм 2021 года режиссёра Клаудио Купеллини. Фильм представляет собой постапокалиптическую драму, основанную на одноименном комиксе Джипи и вышел в прокат 1 июля 2021 года.

## Сюжет
Северная Италия, неустановленное время Отец и сын живут в доме на сваях на воде после того, как неизвестная катастрофа изменила ход событий, обрекая немногих выживших на жалкую жизнь, полную лишений. В этом мире, где царит закон сильного, новые поколения разучились читать и писать, занятия, которые теперь считаются излишними, наследием прошлого, сохранившимся только в памяти пожилых людей. Поэтому, когда его отец умирает, сын хпытается узнать, что же написал его родитель в своём тайном дневнике. Ему придётся отправиться в опасное путешествие в поисках того, кто сможет ему помочь

## Производство
Фильм снимался в дельте реки По, в районе Феррары и, особенно, в районе Полезине, в лагуне Кьоджа и на теплоэлектростанции Порто Толле. Саундтрек написан итальянским певцом и автором песен Моттой и выпущен 1 июля 2021 года компанией Decca Records.
Представленный вне конкурса на кинофестивале в Таормине, фильм дебютировал за рубежом на Международном кинофестивале в Карловых Варах (Чешская Республика).

## В ролях
- Леон Фавн — сын;
- Паоло Пьеробон — отец;
- Мария Роверан — Мария;
- Фабрицио Ферракане — Аринго;
- Маурицио Донадони — Лоренцо;
- Франко Равера — Мэтью;
- Валерио Мастандреа — палач;
- Валерия Голино — ведьма;
- Алессандро Тедески — босс.

## Награды
- 2021 — Кинофестиваль в Боббио

Премия за лучшую первую работу — Клаудио Купеллини
- 2021 — Нуар на фестивале

Премия Калигари